# Ruta 930 (Costa Rica)
La Ruta 930, oficialmente Ruta Nacional Terciaria 930, es una ruta nacional de Costa Rica ubicada en la provincia de Guanacaste.

## Descripción
En la provincia de Guanacaste, la ruta atraviesa el cantón de Cañas (los distritos de San Miguel, Bebedero).